# Свети Димитър (Кованец)
Вижте пояснителната страница за други значения на Свети Димитър.
„Свети Великомъченик Димитър“ или „Свети Димитрий“ (на македонска литературна норма: „Свети Димитър“, „Свети Димитриј“) е възрожденска православна църква в гевгелийското село Кованец, югоизточната част на Северна Македония. Част е от Повардарската епархия на Македонската православна църква.
Църквата е гробищен храм, разположен югоизточно от селото. Изградена е около 1860 година и цялостно обновена в 1907 година от Андон Китанов. Църквата е трикорабна с равни цветни дървени тавани. Покривната конструкция е двускатна, подпряна на шест стълба в два реда. Църквата е изписана отвътре в XIX век. Иконостасът е дървен и частично резбован. Иконите са от XIX век, както и царските двери, които са дело на майстор от тайфата на Андон Китанов.
Иконата на Архангел Михаил от 1879 година е дело на видния зограф Димитър Папрадишки.